# Portlandvase

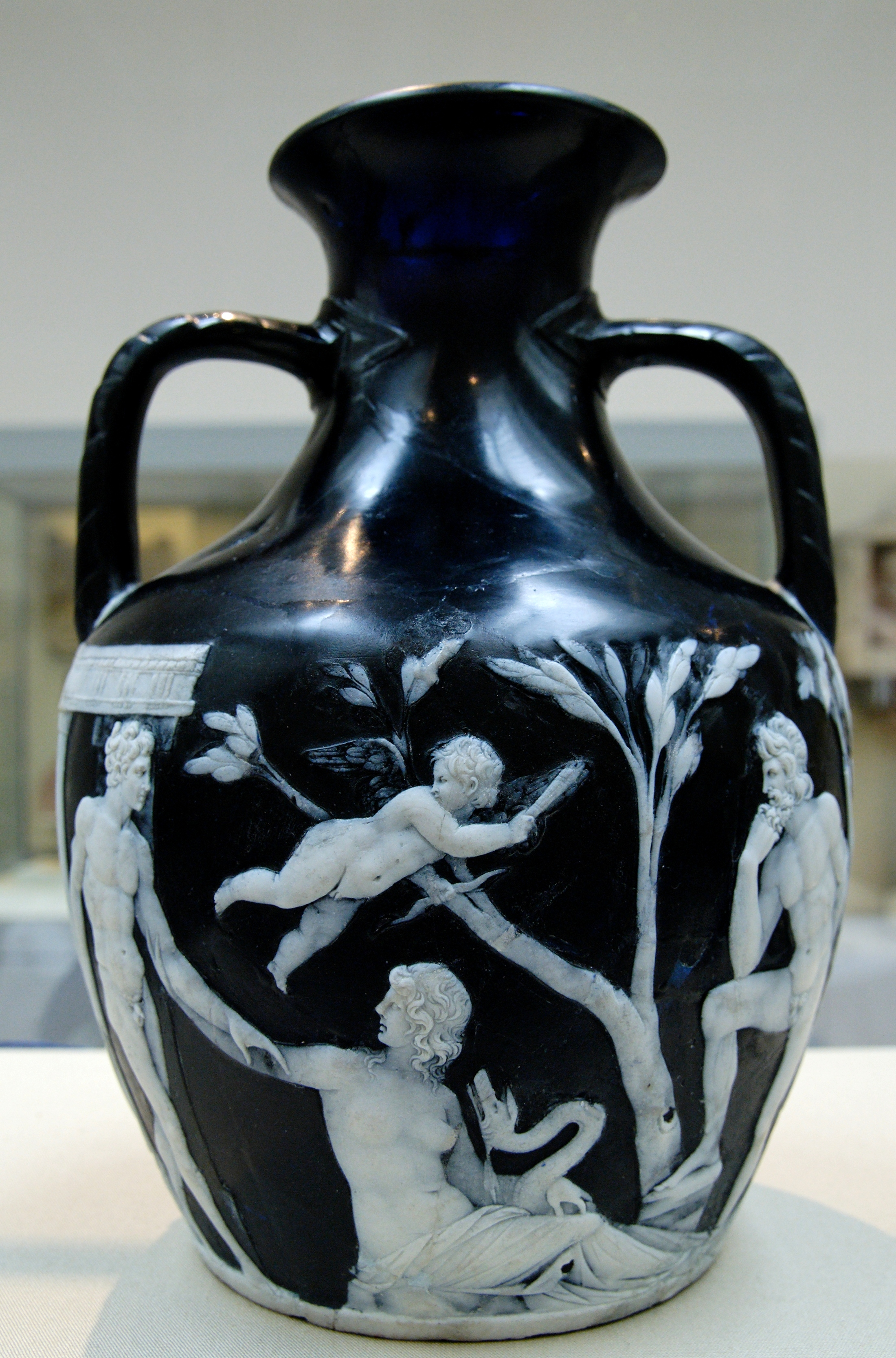
Portlandvase, Seite A

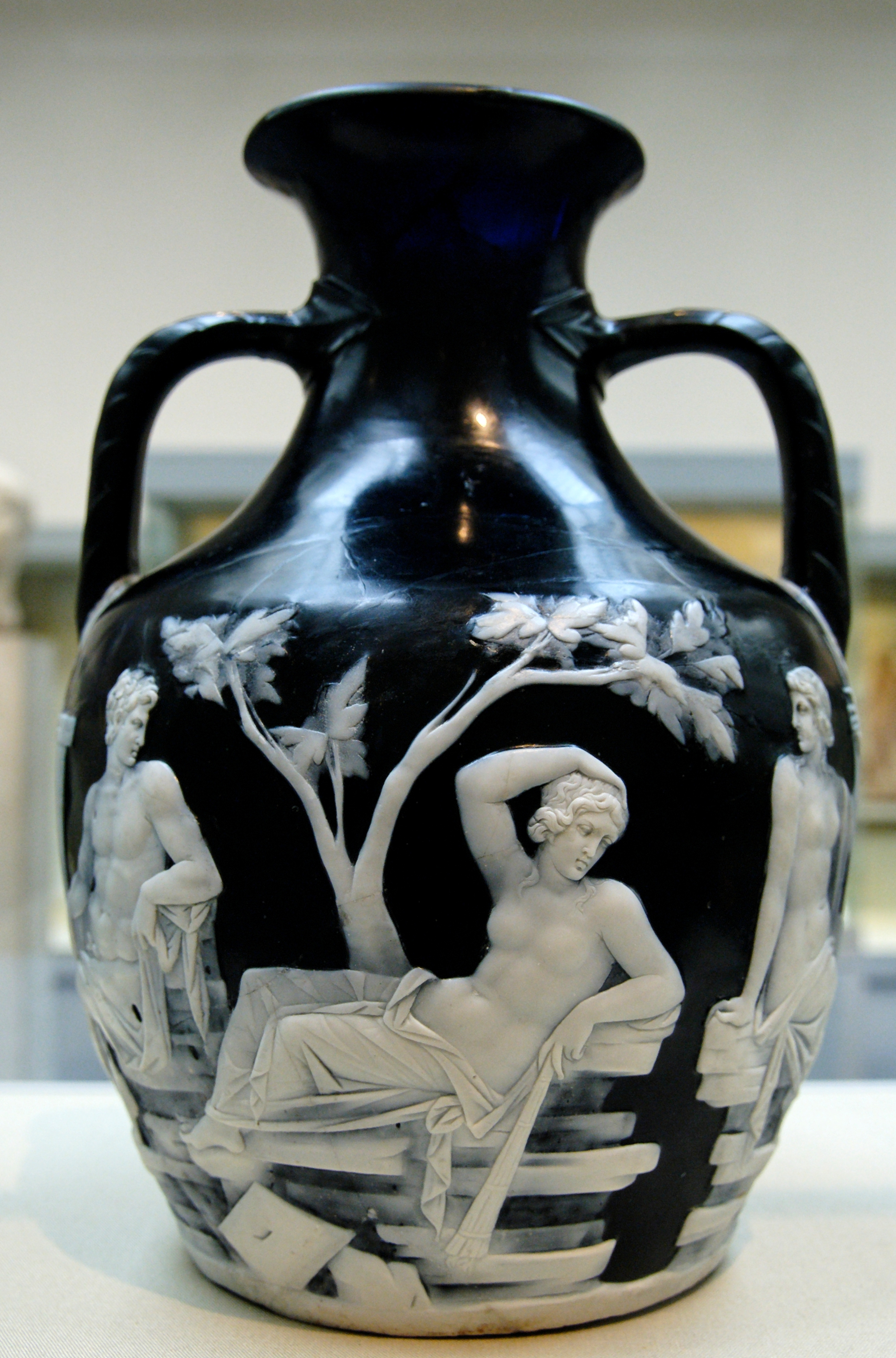
Portlandvase, Seite B

Die Portlandvase ist eine in Überfangtechnik (Kameoglas) hergestellte römische Glas-Amphora aus frühaugusteischer Zeit.

## Technisches: Kameoglas
Das eigentliche Gefäß besteht aus dunkelblauem Glas und wurde mit einer Schicht weißen Glases überzogen. In diese weiße Schicht wurden in Kameentechnik die Bilder eingeschnitten. Im heutigen Zustand ist die Portlandvase etwa 25 cm hoch; möglicherweise besaß sie ursprünglich den bei einer Amphore zu erwartenden spitzen Fuß, wie ihn etwa auch die Blaue Vase aus Pompeji aufweist, und bekam nachträglich eine Bodenplatte eingesetzt.

## Bildschmuck
Auf der einen Seite (B) der Portlandvase ist – so die gängigste Deutung – Atia zu sehen, die unter einem Feigenbaum lagert. Apollon nähert sich ihr, während Artemis Zeugin der Szene ist.
Die andere Seite (A) zeigt die Vereinigung der Atia mit der Apollonschlange, gleichzeitig ist aber der Gott auch in anthropomorpher Gestalt zu sehen. Über der Szene schwebt Eros. Quirinus-Romulus beobachtet die Zeugung des Augustus.

## Geschichte
Angeblich in einem Sarkophag in der Umgebung des Monte del Grano in der Nähe von Rom gefunden, war die Vase zunächst in der Sammlung des italienischen Kardinals Francesco Maria Bourbon Del Monte und kam danach 1642 in den Besitz der Familie Barberini und wurde im Palazzo Barberini aufbewahrt. In älteren Darstellungen wird sie deshalb mitunter auch als Barberinivase bezeichnet. 1780 ging sie in den Besitz eines Schotten über und wurde dann an Sir William Hamilton, den englischen Gesandten in Neapel, verkauft. Die nächste Besitzerin war Margaret Cavendish Bentinck, Duchess of Portland, auf die die heutige Bezeichnung für die Vase zurückgeht, und später deren Sohn William Cavendish-Bentinck, 3. Duke of Portland. Schließlich kam das Gefäß 1810 als Leihgabe in das British Museum in London. 1845 wurde die Vase von einem 19-jährigen irischen Studenten vorsätzlich in 189 Teile zertrümmert; der Restaurator John Doubleday setzte die Teile im Anschluss wieder zusammen. 1945 konnte das Britische Museum das wertvolle Stück schließlich käuflich erwerben.
Seit 1790 fungiert die Portlandvase auch als Firmenzeichen der Porzellanmanufaktur Josiah Wedgwood & Sons. Von dieser Firma wurde sie auch in Form speziellen Steinzeugs, der sogenannten Wedgwoodware, kopiert. John Keats’ Ode on a Grecian Urn soll von der Portlandvase inspiriert sein.
In neuerer Zeit wurde die antike Herkunft der Portlandvase bestritten. Der Kunsthändler Jerome M. Eisenberg schrieb sie stattdessen einem Künstler der Renaissance zu; er argumentierte, die Kunst des Kameenschneidens sei auf der Portlandvase weitaus entwickelter als auf vergleichbaren antiken Gefäßen, die Amphore müsse also jünger sein als diese. Außerdem seien die dargestellten mythologischen Gestalten nicht eindeutig einzuordnen; es könne sich etwa um eine ungenaue Wiedergabe einer Szene mit Mars und Rhea Silvia handeln, die auf einem Sarkophag aus der Villa Mattei in Rom zu sehen und seit der Renaissance gut bekannt gewesen sei. Schließlich sei auch der geflügelte, schwebende Eros höchst ungewöhnlich für eine antike Darstellung.
Eisenbergs These wurde von den Experten des Britischen Museums abgelehnt und auch sonst in der Wissenschaft nicht akzeptiert. Eine genaue Altersbestimmung der Vase kann jedoch nicht vorgenommen werden, da sie dem Gefäß Schaden zufügen würde.